# Gradiëntwind
Gradiëntwind is de theoretische wind die zonder invloed van de wrijving evenwijdig aan de isobaren waait in een gekromd isobarenveld. De windsnelheid en -richting worden bepaald door de heersende gradiëntkracht, de corioliskracht en de middelpuntzoekende kracht, terwijl de wrijvingskracht buiten beschouwing blijft. Er kan sprake zijn van een cyclonale kromming met de cyclonale circulatie van lagedrukgebieden en van een anticyclonale kromming met de anticyclonale circulatie van hogedrukgebieden.
Een rechtlijnig isobarenveld, waarbij de wind evenwijdig aan de isobaren waait, is de geostrofische wind. De windsnelheid van de geostrofische wind is kleiner dan die van de gradiëntwind bij anticyclonale circulatie, maar groter dan bij cyclonale circulatie. Dat de windsnelheden bij depressies toch zo hoog kunnen worden, komt doordat de luchtdrukgradiënten vaak zo hoog zijn; de isobaren liggen vaak dicht bij elkaar in lagedrukgebieden.
Dicht bij de evenaar kan de corioliskracht verwaarloosd worden. Bij sterk cyclonaal gekromde isobaren is de middelpuntzoekende kracht gelijk aan de gradiëntkracht. Deze wind is de cyclostrofische wind genoemd.